# Mil Mi-24

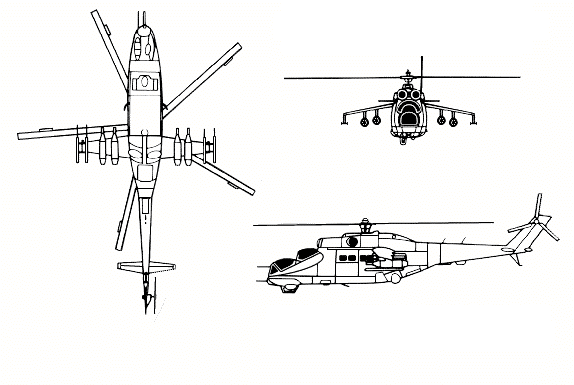
En ritning av Mi-24.

Mil Mi-24, förkortat Mi-24 (NATO-rapporteringsnamn: Hind) är en sovjetisk (numera rysk) attackhelikopter som har varit i bruk från 1976. Ca 2000 exemplar har producerats av Mil, Sovjetunionen varav 600 har exporterats. Ryssland är idag (2008) den största användaren med 260 stycken i tjänst.

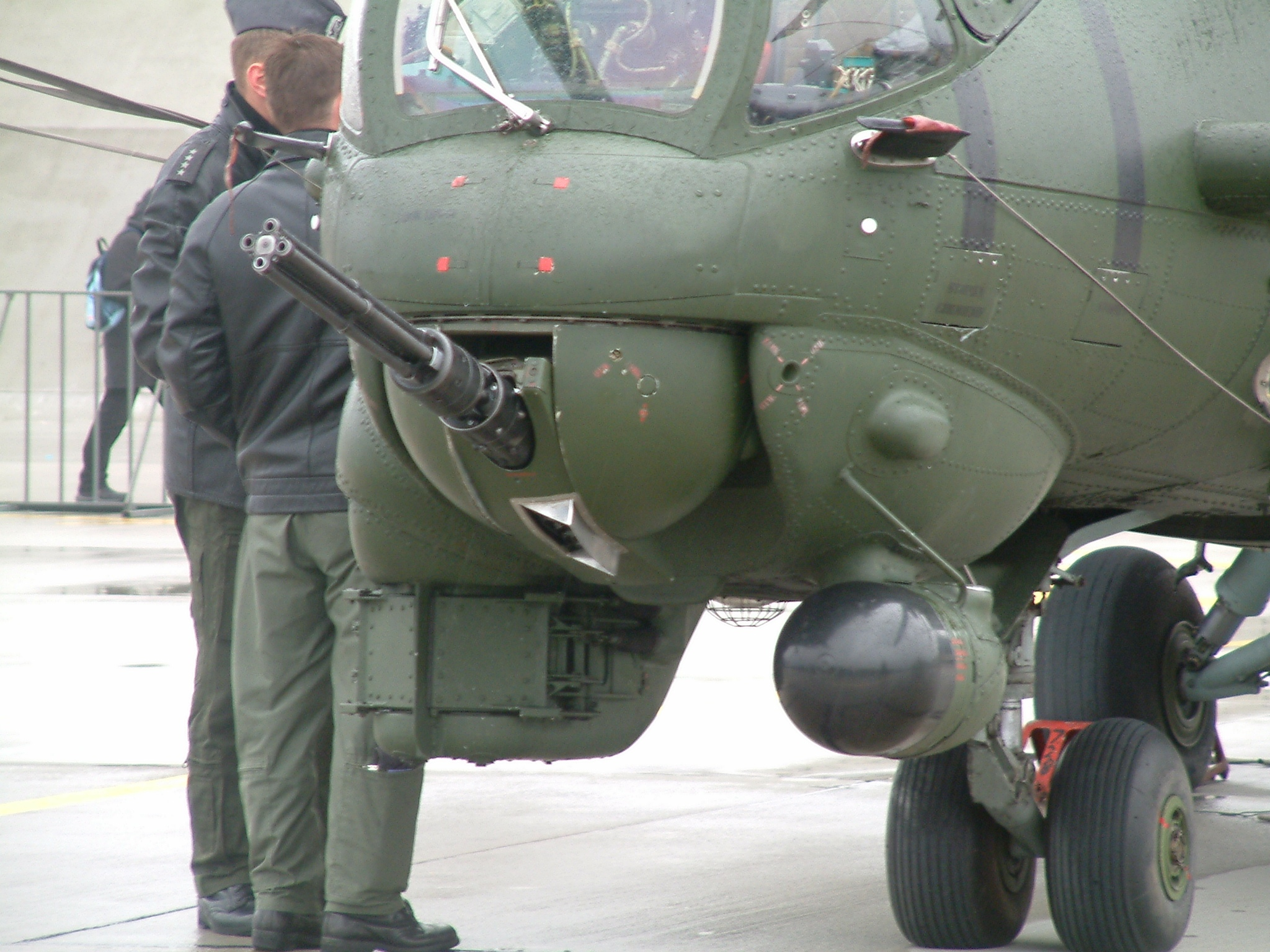
En detaljbild av nosen på en Mi-24 med den fyrpipiga gatlingkulsprutan.

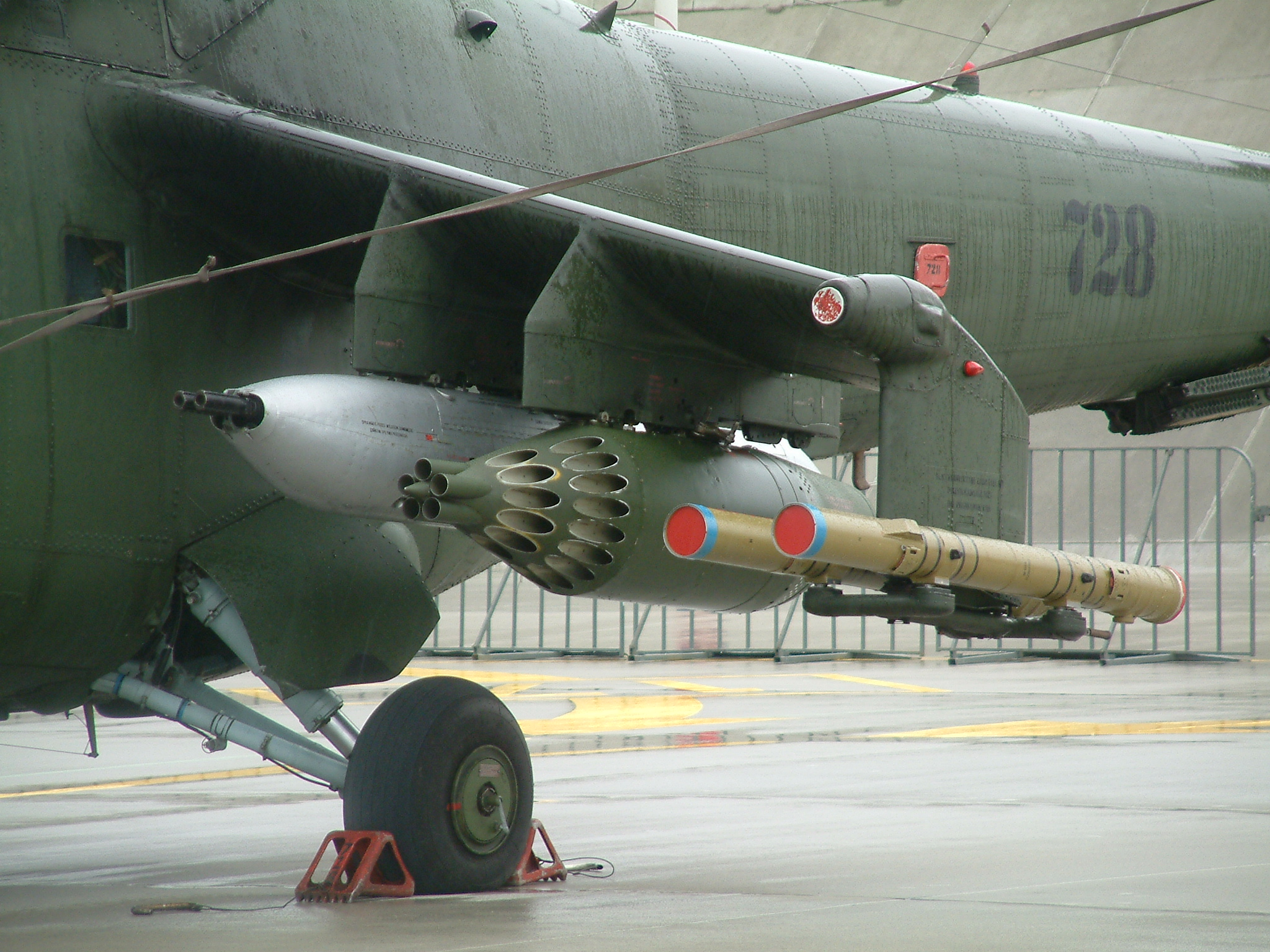
Babords vinge med vapenlast. Inifrån och ut: En UPK-23, en raketkapsel med 32 stycken 57 mm raketer och två Sjturm-robotar.

## Utveckling
I början av 1960-talet insåg helikopterkonstruktören Michail Mil att det allt mer mobila slagfältet krävde en flygande motsvarighet till BMP-1; En helikopter som kunde transportera en skyttegrupp och förse den med eldunderstöd och skydd. Mil presenterade sitt förslag för försvarsdepartementet som tillsatte en expertpanel att utvärdera det. Många äldre officerare var skeptiska och ansåg att konventionella lösningar erbjöd ett bättre resursutnyttjande, men tillräckligt många var positiva för att Mil skulle få tillstånd att arbeta vidare. Utvecklingen under Vietnamkriget visade att Mil hade rätt.
Från började hade Mil tänkt sig en mindre, enmotorig helikopter mer lik den amerikanska UH-1 Iroquois, men kraven på eldkraft och ballistiskt skydd ledde fram till en större version med två TV3 gasturbiner. Även Kamov föreslog en attackvariant av Ka-25, men den avvisades till förmån för Mils design. Den första flygningen genomfördes 19 september 1969, bara några månader innan Mils död 31 januari 1970. En mängd ändringar gjordes innan konstruktionen var färdig för serieproduktion. Bland annat flyttades stjärtrotorn från höger till vänster sida och rotationsriktningen ändrades. Vingarna vinklades nedåt 12° för att ge helikoptern ökad stabilitet i hög fart. Serieproduktionen startade 1970 och helikoptern togs officiellt i tjänst 1972.

## Användning

### Afrika
Första gången Mi-24 användes i strid var under Ogaden-kriget mellan Etiopien och Somalia 1977. Helikoptrarna var en del av det militära stöd som Etiopien fick från Sovjetunionen. Dessa helikoptrar användes långt senare i Somalia där en sköts ner nära Mogadishu 30 mars 2007.
Libyska Mi-24:or och Mi-25:or användes vid ett flertal tillfällen i inbördeskriget i Tchad. Vid ett anfall mot en libysk bas i norra Tchad erövrades tre Mi-25:or som överlämnades till Frankrike. De libyska helikoptrarna användes av båda sidor i libyska inbördeskriget 2011.
Mi-24:or har också använts av Zaire under första och andra Kongokriget.
Sudanesiska flygvapnet använde sina M-24:or mot SPLA 1995–2005. Dessa har också satts in i Darfur.
Under inbördeskriget i Elfenbenskusten flögs fem Mi-24:or av utländska legosoldater för Laurent Gbagbos regeringsstyrkor tills de förstördes av franska styrkor. Utländska legosoldater flög också Mi-24:or under inbördeskriget i Sierra Leone. Sedan 2010 understödjer ukrainska Mi-24:or den fredsbevarande styrkan i Elfenbenskusten. Dessa har varit i strid med Gbagbo-trogna trupper.

### Afghanistan
Under Afghansk-sovjetiska kriget användes Mi-24 i stor skala mot Mujaheddin av både Röda armén och Afghanska regeringsstyrkor. Helikoptrarna kallades av rebellerna Shaitan-Arba (djävulens vagn). Till en början var rebellerna i stort sett försvarslösa mot Mi-24-helikoptrarna, men efter hand som de fick tillgång till amerikanska Stinger-robotar ändrades det.
Det torra och heta klimatet gjorde att gasturbinerna inte kunde utveckla full effekt. För att göra helikoptrarna lättare flög de oftast utan ilastad trupp och med pansarskyddet för lastutrymmet bortmonterat. Lastrummet användes i stället för att lasta extra raketer som gjorde att det gick att ladda om raketkapslarna i fält. Omladdningen sköttes av en flygmekaniker som under flygningen fick bemanna en kulspruta i dörren.
Efter att Sovjetunionen dragit sig ur Afghanistan 1989 blev många afghanska Mi-24:or stående på grund av brist på underhåll och reservdelar. En del besättningar valde att desertera och flög sina maskiner till Pakistan. Under 1990-talet flögs ett antal Mi-24:or av norra alliansen som hade tillgång till ryska reservdelar. 2008 levererades sex nyrenoverade före detta tjeckiska Mi-35:or till afghanska flygvapnet.

### Irak
Under Iran–Irak-kriget användes Mi-25:or flitigt av irakiska armén. De kunde med sina raketer utveckla en imponerande eldkraft, men de föråldrade Falanga-robotarna visade sig vara ineffektiva mot stridsvagnar. Därför utvecklades en taktik där Mi-25:or opererade i par med Gazelle-helikoptrar som med sina HOT-robotar kunde slå ut stridsvagnar, men som saknade skydd och andra vapen.
Under Iran–Irak-kriget utkämpades också de enda bekräftade helikopterduellerna då irakiska Mi-25:or vid flera tillfällen råkade i strid med iranska Cobra-helikoptrar.
Under Kuwaitkriget 1991 användes Mi-25:or under Iraks invasion av Kuwait, med drogs sedan tillbaka för att användas mot shiitiska och kurdiska rebeller.
Efter 2003 används Mi-24:or av de polska fredsbevarande styrkorna. På grund av sin ålder kommer de inte att transporteras tillbaka till Polen efter insatsen utan de kommer antingen att skrotas eller överföras till Iraks armé.

### Jugoslavien
Kroatiska markarmén använde tolv stycken Mi-24 mot den serbiska Krajina-armén under Operation Storm. Senare använde serbiska röda baskrarna Mi-24:or i kampen mot UÇK under Kosovokriget och även Makedonien köpte 2001 in begagnade ukrainska Mi-24V som användes mot UÇK under Konflikten i Makedonien 2001.

### Ukraina
Två ukrainska Mi-24 blev nerskjutna under oroligheter nära Slovjansk i Östra Ukraina 2 maj 2014. Enligt det ukrainska försvarsministeriet så blev helikoptrarna nerskjutna med burna luftvärnsrobotsystem, så kallade MANPADS.

## Varianter
- V-24 – Prototyper. 12 byggda.
- A-10 – En prototyp ombyggd för hastighetsprov. Högsta uppnådda hastighet 368 km/h.
- Mi-24 – Första produktionsmodellen med ”växthus”-cockpit med tre säten öppen bakåt mot lastutrymmet (Hind-A).
- Mi-24A – Identisk med Mi-24 förutom att den saknar 12,7 mm kulsprutan (Hind-B).
- Mi-24U – Skolversion utan kulspruta och utan vapenbalkar på vingarna (Hind-C).
- Mi-24D – En mer renodlad attackversion med ny nos med två bubbelformade huvar över skytten och piloten, fyrpipig gatlingkulspruta, FLIR och förbättrat robotsikte (Hind-D).
- Mi-24PTRK – Mi-24D modifierad för utprovning av robotsystemet 9K114 Sjturm.
- Mi-24V – Moderniserad version med robotsystemet 9K114 Sjturm (Hind-E).
- Mi-24P – Mi-24V med 12,7 mm gatlingkulsprutan utbytt mot en fast monterad 30 mm automatkanon med två eldrör (Hind-F).
- Mi-24VP – Mi-24V med 12,7 mm gatlingkulsprutan utbytt mot en GSj-23L i ett vridbart torn.
- Mi-24VM – Mi-24V uppgraderad med bättre system för mörkerflygning, bättre kommunikationssystem och robotsystemen 9M120 Ataka och 9K38 Igla.
- Mi-24PM – Mi-24P med samma uppgraderingar som Mi-24VM.
- Mi-24PN – Mi-24P med rotorblad och vingar från Mil Mi-28 och med en ny nos med vridbart torn för FLIR och robotsikte.
- Mi-24PS – Polishelikopter med strålkastare, högtalare och utrustning för rappelling.
- Mi-25 – Exportversion av Mi-24D.
- Mi-35 – Exportversion av Mi-24V.
- Mi-35M – Exportversion av Mi-24VM.
- Mi-35P – Exportversion av Mi-24P.
- Mi-35U – Skolversion av Mi-35 utan vapen.

## Bilder

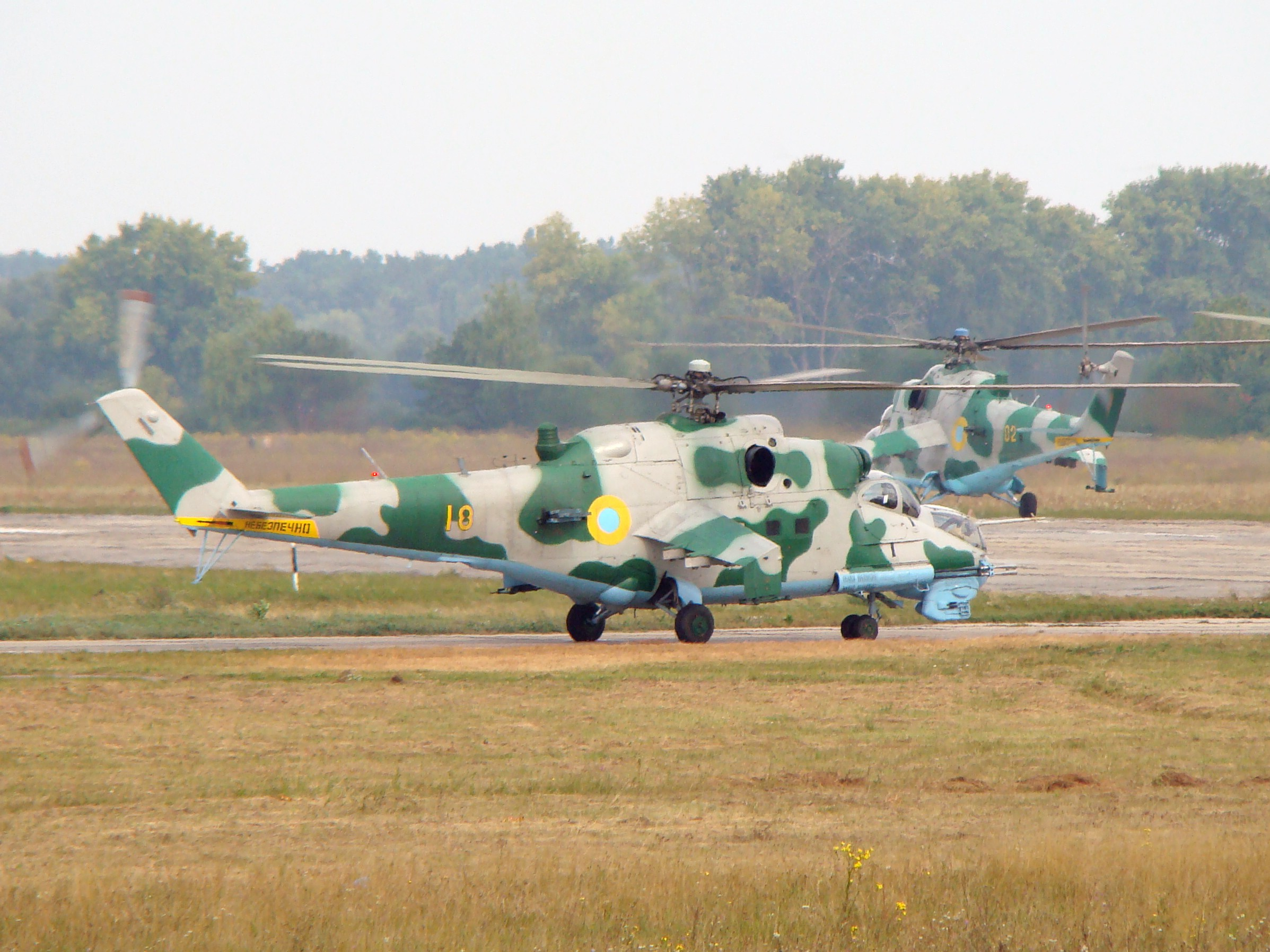
En ukrainsk Mi-24P med fast monterad 30 mm automatkanon på höger sida.
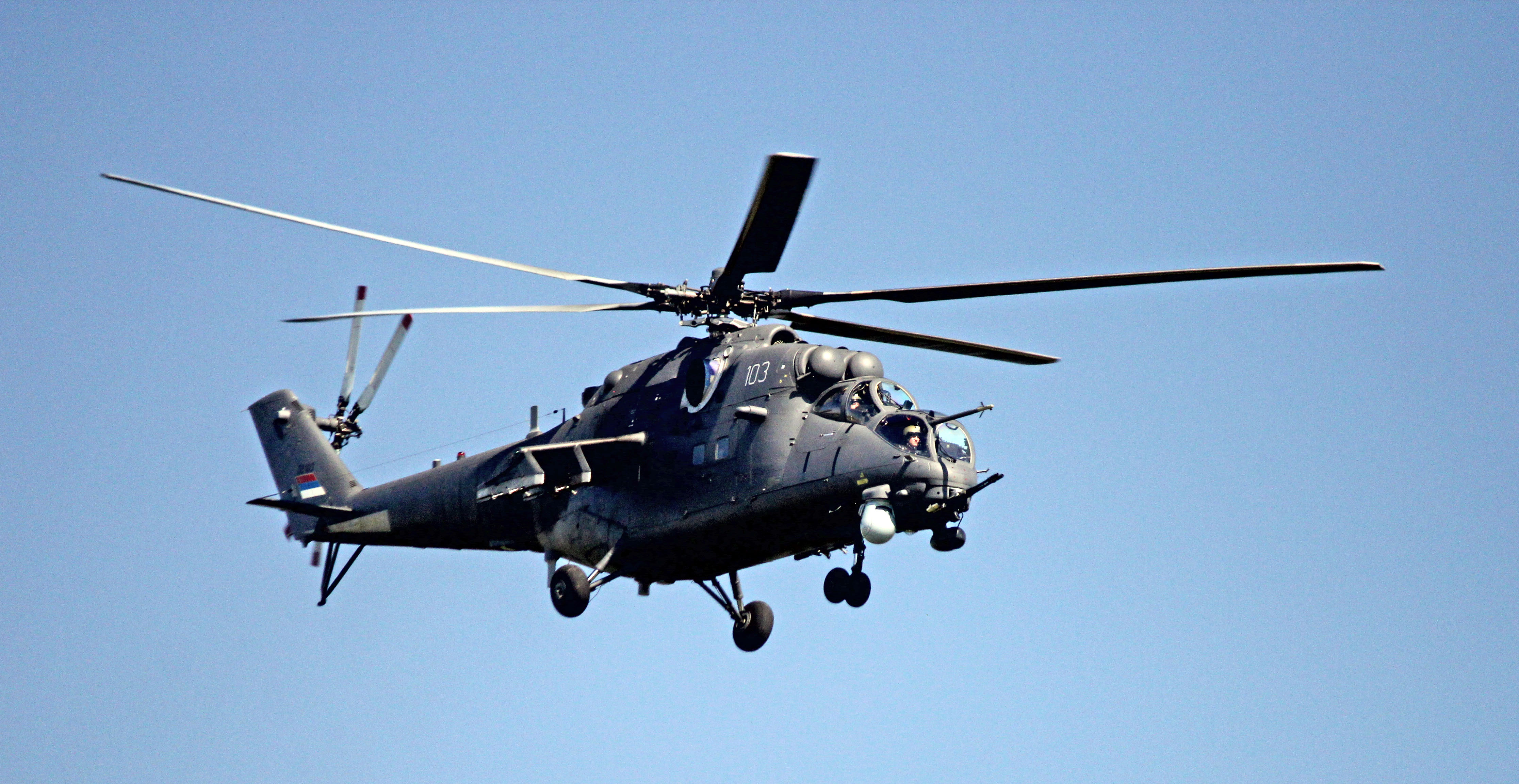
Serbisk Mi-35M.
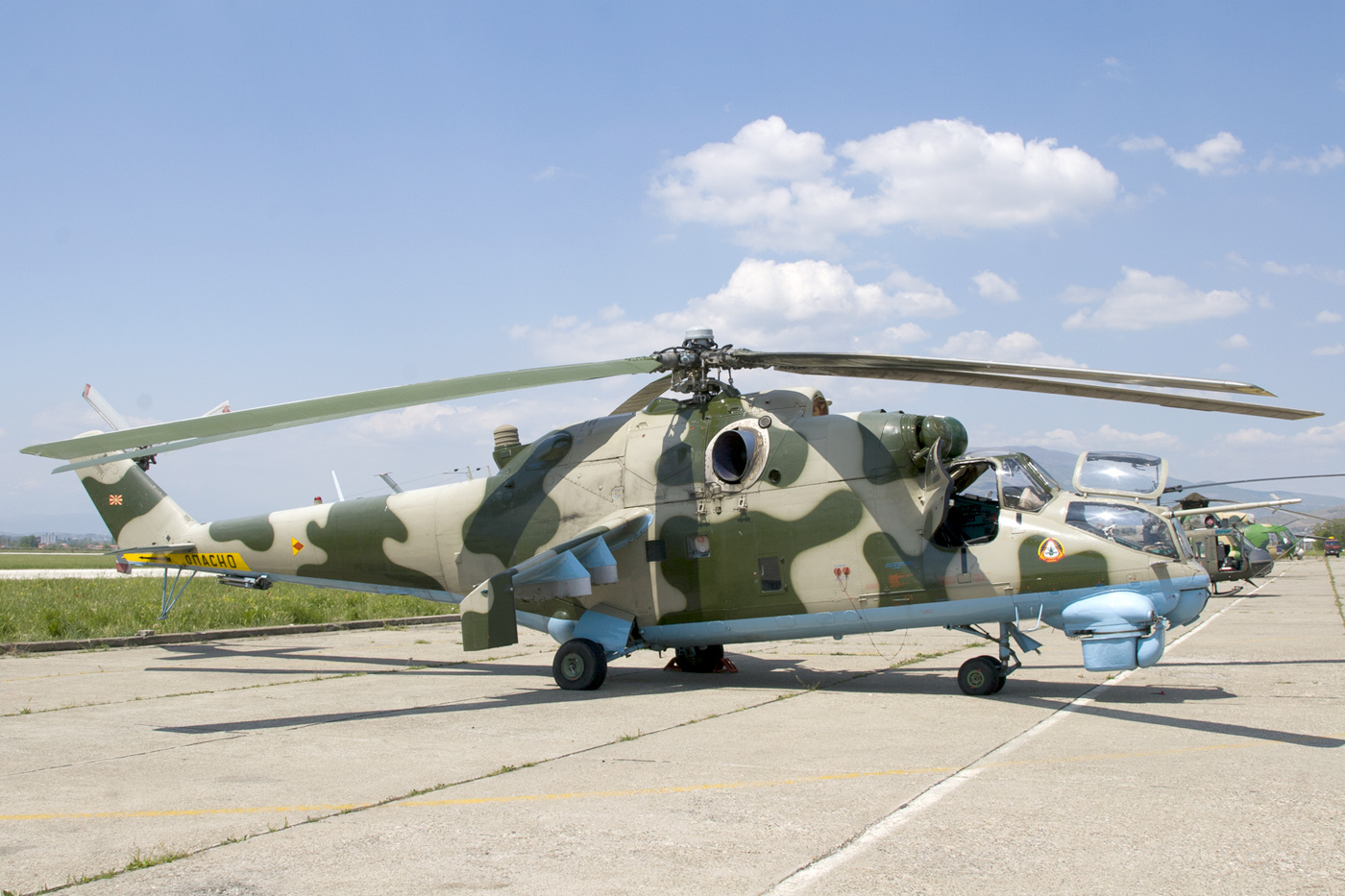
Nordmakedonsk Mi-24K
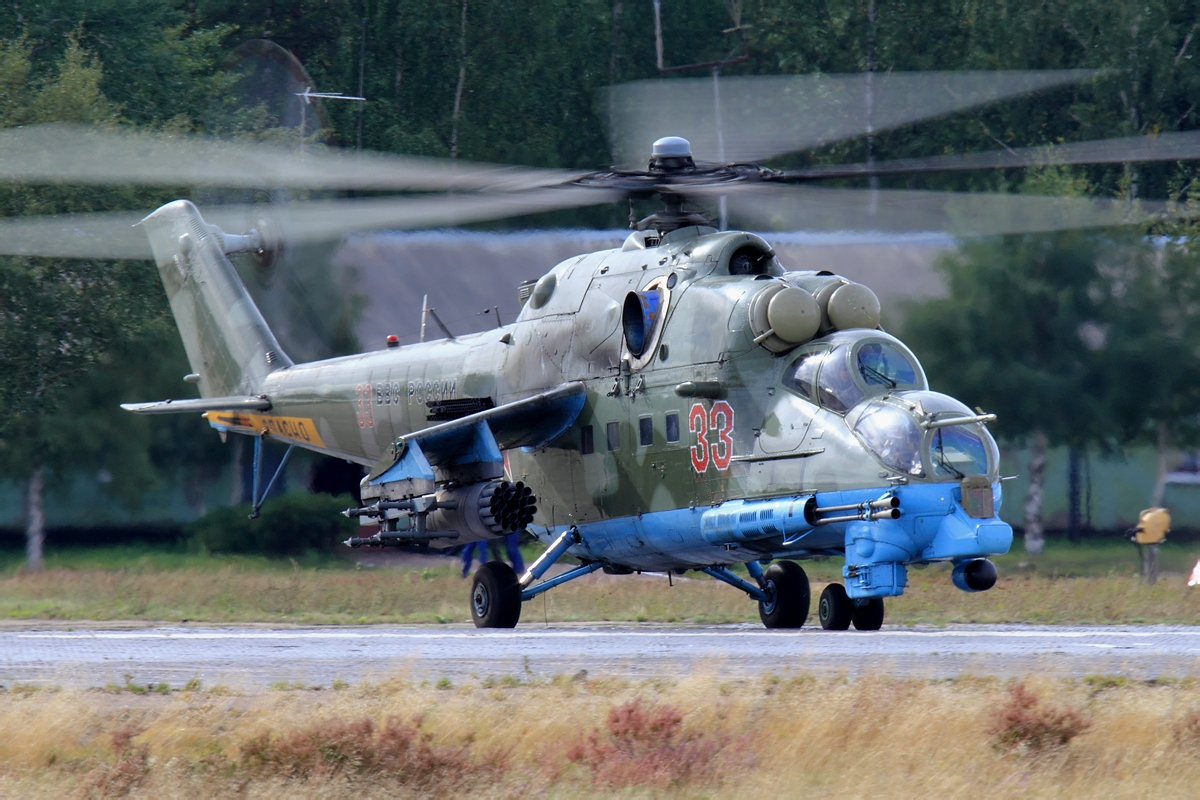
Rysk Mi-24PN.
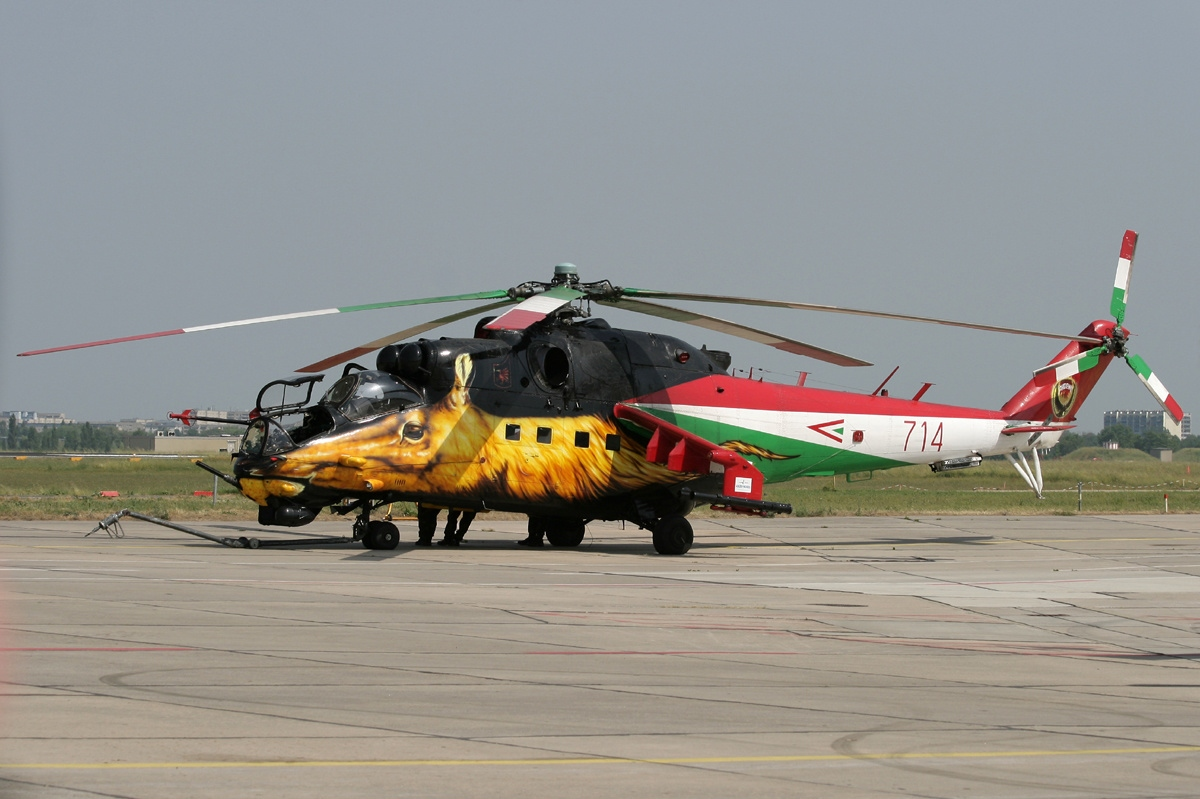
Ungersk Mi-24V.
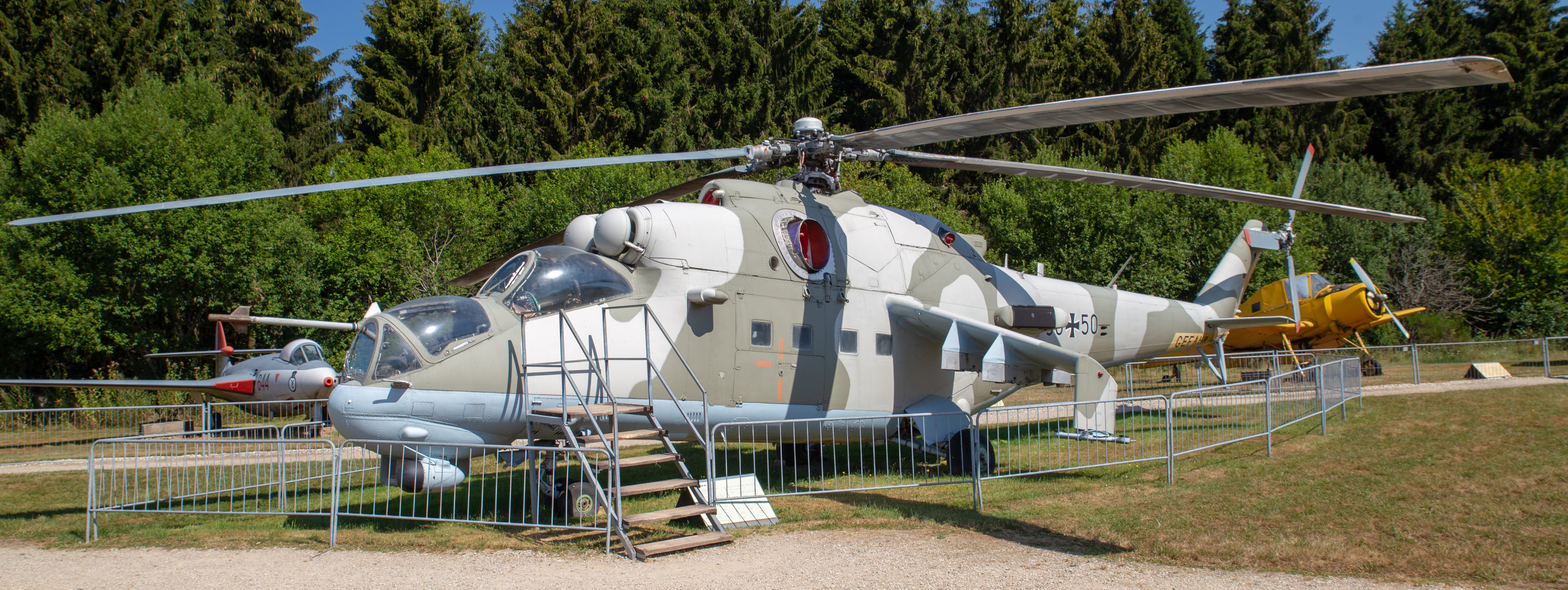
Mi-24P.
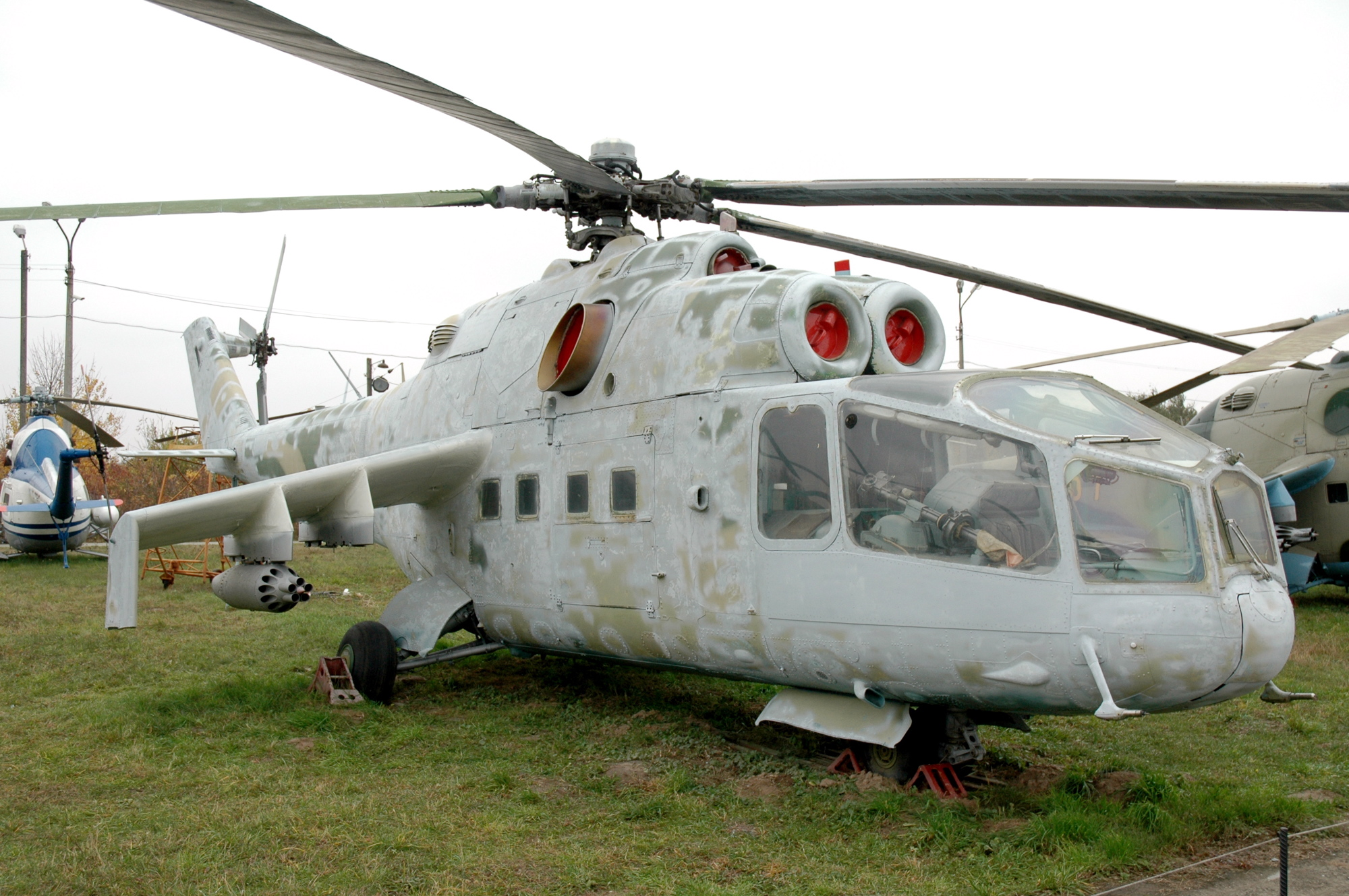
Den ursprungliga Mi-24A saknar de två bubbelformade huvarna som är så karaktäristisk för de senare modellerna.